# Pentathlon moderno ai Giochi della XXXI Olimpiade
Le gare di pentathlon moderno dei Giochi della XXXI Olimpiade si sono svolte dal 19 al 20 agosto 2016. Le sedi delle competizioni sono state l'Arena da Juventude per la scherma, il Centro Aquático de Deodoro per il nuoto, e l'Estádio de Deodoro per le prove di equitazione, tiro e corsa. La gara maschile è stata vinta dal russo Aleksandr Lesun davanti all'ucraino Pavlo Tymoščenko e al messicano Ismael Hernández, mentre la gara femminile è stata vinta dall'australiana Chloe Esposito che ha preceduto la francese Élodie Clouvel e la polacca Oktawia Nowacka.

## Calendario
| Uomini |        | Finale | 1 |
| Donne  | Finale |        | 1 |
| Totale | 1      | 1      | 2 |

|  | Qualificazioni |  | Finali |

## Podi
| Evento                                  | Oro             | Perform. | Argento          | Perform. | Bronzo           | Perform. |
| Pentathlon moderno maschile (dettagli)  | Aleksandr Lesun | 1479     | Pavlo Tymoščenko | 1472     | Ismael Hernández | 1468     |
| Pentathlon moderno femminile (dettagli) | Chloe Esposito  | 1372     | Élodie Clouvel   | 1356     | Oktawia Nowacka  | 1349     |

## Medagliere
| Pos.   | Paese     | Oro | Argento | Bronzo | Totale |
| ------ | --------- | --- | ------- | ------ | ------ |
| 1      | Australia | 1   | 0       | 0      | 1      |
| 1      | Russia    | 1   | 0       | 0      | 1      |
| 3      | Francia   | 0   | 1       | 0      | 1      |
| 3      | Ucraina   | 0   | 1       | 0      | 1      |
| 5      | Messico   | 0   | 0       | 1      | 1      |
| 5      | Polonia   | 0   | 0       | 1      | 1      |
| Totale | Totale    | 2   | 2       | 2      | 6      |